# Жебриянская гряда
Жебриянская гряда — песчаная гряда на севере дельты Дуная, расположена на юго-западе Одесской области Украины. По гряде проходит автодорога Вилково — Татарбунары. Гряда находится на территории Дунайского биосферного заповедника.
Жебриянская гряда сложена приморскими песками, покрытыми искусственными сосновыми посадками. До засаживания сосной на гряде сохранялись полупустынные экосистемы, после посадки от них остались одиночные фрагменты. Богатая энтомофауна — на гряде найдено более 20-ти краснокнижных видов насекомых.
Жебриянская гряда сформировалась приблизительно 3-4 тысячи лет назад на берегу мелководного залива Чёрного моря, который существовал на месте современной дельты Дуная.